# منذر ریاحنه
منذر ریاحنه (۸ آوریل ۱۹۷۴) بازیگر اردنی است. پس از دانش‌آموختگی در رشته‌های هنرهای نمایشی از دانشگاه یرموک، در چند نمایشنامه تلویزیونی شرکت کرد. سپس به خاطر اجرای نقش‌های شخصیت‌های تاریخی اسلامی و عربی، سوارکار بدوی و دیگر مجموعه‌های تاریخی شهرت یافت.